# ميسيل تانغ
ميسيل تانغ (بالإنجليزية: Angel Tang)‏ هي موسيقية أمريكية، ولدت في 8 أكتوبر 1986 في شانغهاي في الصين.